# Taufbecken (Courpignac)

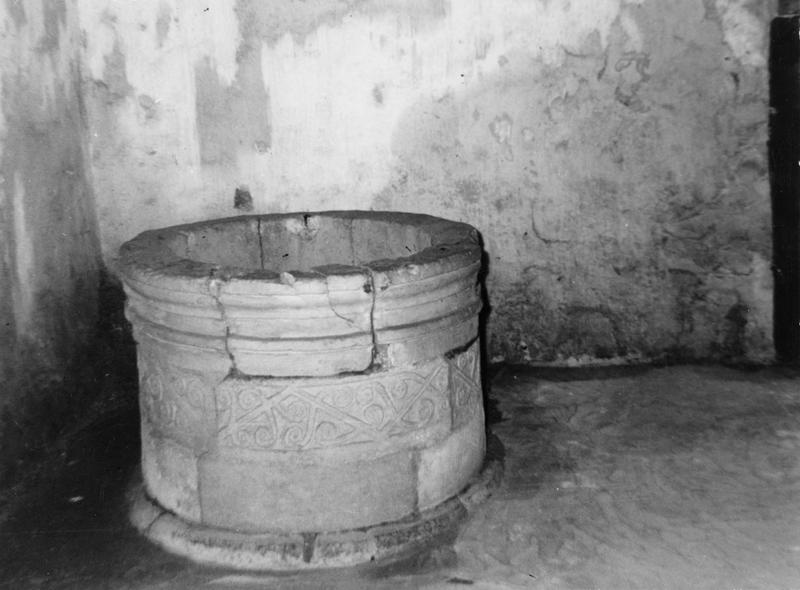
Taufbecken in Courpignac

Das Taufbecken in der Kirche St-Pierre in Courpignac, einer französischen Gemeinde im Département Charente-Maritime der Region Nouvelle-Aquitaine, wurde im Mittelalter geschaffen. Das Taufbecken aus Kalkstein ist seit 1966 als Monument historique in die Liste der geschützten Objekte (Base Palissy) in Frankreich aufgenommen.
Das romanische Taufbecken in runder Form ist in der Mitte ringsherum mit einer Girlande verziert ist.